# Петър Чобанов
Петър Пандушев Чобанов е български финансист и университетски преподавател. Министър на финансите на Република България в периода 2013 – 2014 г. Преди това е бил изпълнителен директор на Агенцията за икономически анализи и прогнози (2005 – 2009) и председател на Комисията за финансов надзор (2009 – 2010). Народен представител от парламентарната група на ДПС в XLII народно събрание, XLIII народно събрание, XLVI народно събрание и XLVII народно събрание, XLIX народно събрание. На 26 юли 2023 година е избран от XLIX народно събрание за подуправител на Българската народна банка, направление „Банково“.

## Биография
Роден е на 20 юли 1976 г. в град Ямбол. Петър Чобанов има брат Димитър Пандушев Чобанов. Петър Чобанов завършва местната математическа гимназия „Атанас Радев“. През 2000 г. завършва магистратура по макроикономика в Университета за национално и световно стопанство, а от 2006 г. е доктор по финанси.
Професионалната кариера на Петър Чобанов започва през 2000 г. като главен експерт в отдел „Анализи“ при дирекция „Ковчежничество“ на БНБ. По-късно започва да работи като главен експерт в отдел „Анализи“ на БНБ. Между 2005 и 2009 г. е изпълнителен директор на Агенцията за икономически анализи и прогнози. След това е председател на Комисията по финансов надзор до промяната на закона през лятото на 2010 г., с която е освободен..
От 2002 г. преподава в УНСС, като от края на 2012 г. е доцент в катедра „Финанси“. Преподава по дисциплините: Международни финанси, Парична теория и парична политика (II ниво), Финансова устойчивост, Системен риск.
На 29 май 2013 г. става министър на финансите в правителството на Пламен Орешарски.
В процеса на присъединяване на България към Европейския съюз е съпредседател на работната група по Глава 11: Икономически и валутен съюз. Участва в Икономическия и финансов комитет към ЕКОФИН (съвета на финансовите министри) в периода 2005 – 2009.
Специализира в Обединения виенски институт като посещава редица курсове по парична и финансова стабилност, макроикономически анализи и политика и др. През пролетта на 2011 г. взема участие в Международна програма за гостуващи лидери „Финансовата система на САЩ и глобалната икономика“ (U.S. Financial System and The Global Economy), организирана от Държавния департамент на САЩ.
Член е на управителния съвет на Българската макроикономическа асоциация, на Организационния научен комитет на международната конференция на Стопанския факултет в Софийския университет „Св. Климент Охридски“ и на редакционната колегия на АИАП.
Член е на Консултативния съвет на Центъра по парични изследвания към УНСС. Научен секретар на Института по икономика и политики към УНСС. Член е на редакционната колегия на списание „Finance, Accounting and Business Analysis.
Автор е на множество публикации в областта на икономиката и финансите, в сферата на икономическото моделиране, системния риск и финансовата стабилност.
Владее английски и руски език.